# Håkon Gundersen
Håkon Gundersen (18 settembre 1907 – Sarpsborg, 26 dicembre 1986) è stato un calciatore norvegese, di ruolo portiere.

## Carriera

### Club
Gundersen vestì la maglia del Frigg.

### Nazionale
Giocò 2 incontri per la Norvegia, partecipando anche ai Giochi della XI Olimpiade e conquistando la medaglia di bronzo. Esordì il 26 luglio 1936, nel successo per 3-4 contro la Svezia, a Stoccolma.